# Электрогорск
Электрого́рск — город в Павлово-Посадском городском округе Московской области России. До 1946 — посёлок Электропередача. Население — 29 912 чел. (2024).
Город расположен на востоке от Москвы в районе 75 км Горьковского шоссе. Конечный пункт железнодорожной ветки от города Павловский Посад (проложена в 1925 году). Является одним из лидеров в Московской области по благоустройству.
Глава Павлово-Посадского городского округа Московской области — Семенов Денис Олегович. Начальник электрогорского территориального отдела - Шапар Людмила Викторовна.

## Этимология
Возник в 1912 году как посёлок при электростанции и по названию электростанции также получил название Электропередача. В 1946 году преобразован в город и переименован в Электрогорск, где компонента -горск от «город».

## История
Возник в 1912—1914 годах как посёлок Электропередача при строившейся первой в стране электростанции, работающей на торфе, спроектированной инженером Робертом Эдуардовичем Классоном. Объединившись в 1915 году через Глуховскую ТЭЦ (1900), Богородскую и Измайловскую подстанции с Московской ГЭС-1 (1897), а в 1919 году с Орехово-Зуевской ТЭЦ (1905) и понизительными станциями в Павловском Посаде в энергосистему, весь комплекс со станцией стал технологическим прорывом, позволившим снизить зависимость региона от поставок кавказской нефти, а местной промышленности развиваться на новом уровне. В 1917 году на заводе Второва (ныне — город Электросталь) выплавлена первая высококачественная электросталь, с 1920 г. электроэнергия обеспечивает строительство, в 1924 г. в Богородске запущен трамвай, с 1925 г. в систему включена Шатурская ГРЭС.
По материалам Всесоюзной переписи населения 1926 года — посёлок городского типа Электропередача Павлово-Посадской волости Богородского уезда с 4 280 жителями (из них 2 581 мужчина и 1 699 женщин). В посёлке находились поссовет, семилетняя школа, профессионально-технические курсы, больница, малярийная станция, ясли, почтово-телефонное отделение, 9 магазинов и столовая Потребительского Общества, рабочий клуб, а также ГЭС «Электропередача» с подсобными предприятиями и торфоразработками.
В годы Великой Отечественной войны неподалёку от посёлка Электропередача располагалась полевая артиллерийская снаряжательная мастерская (ПАСМ). 
25 апреля 1946 года посёлок Электропередача был преобразован в город районного подчинения Электрогорск.
С 1947 года город стал развиваться по разработанному генеральному плану. В послевоенное время в Электрогорске было построено несколько новых предприятий. В 1959—1964 годах возведена крупная мебельная фабрика, развернулось строительство нового микрорайона на юге города. В 1956 году основан Электрогорский научно-исследовательский центр по безопасности АЭС, в 1967 году образован Электрогорский институт нефтепереработки.
В 1984 году первые сыворотки выпускает крупное фармацевтическое предприятие «Антиген»; сегодня его мощности принадлежат ЗАО «Брынцалов-А».
В 2014 году был вновь открыт клуб имени В. И. Ленина, который долгое время находился на реконструкции. 15 мая 2015 года открылся физкультурно-оздоровительный комплекс «Лидер». Развивается зона отдыха «В гостях у сказки», создаётся городской парк у клуба имени Ленина. 18 сентября 2015 года открыт Дом молодёжи. Город активно застраивается новыми жилыми комплексами.
С 2009 по 2023 год был городом областного подчинения и образовывал отдельный городской округ, который вскоре вошёл в состав Павлово-Посадского городского округа

## Статус
В 1946 году поселку Электропередача присвоен статус города районного подчинения, входящего в состав Павлово-Посадского района. С 1996 года город Электрогорск стал самостоятельным муниципальным образованием, с 2004 года — муниципальное образование «город Электрогорск Московской области» наделено статусом городского округа. В 2009 году город Электрогорск Павлово-Посадского района Московской области преобразован в город областного подчинения — город Электрогорск Московской области. Главной причиной отделения от Павлово-Посадского района послужило преобладание количества предприятий Электрогорска над количеством предприятий города Павловский Посад и района. Таким образом на 1 января 2018 года Электрогорск — город областного подчинения без административной территории.

## Городской округ Электрогорск
Город Электрогорск входил в состав городского округа Электрогорск. Электрогорск являлся административным центром округа. Городской округ был образован в 2009 году. В состав округа входило 36 СНТ и отсутствующий в ОКАТО и ОКТМО посёлок Зелёный Остров. Городской округ Электрогорск граничил с городскими округами Павловский Посад и Орехово-Зуево. 9 января 2023 года вошёл в состав Павлово-Посадского городского округа.

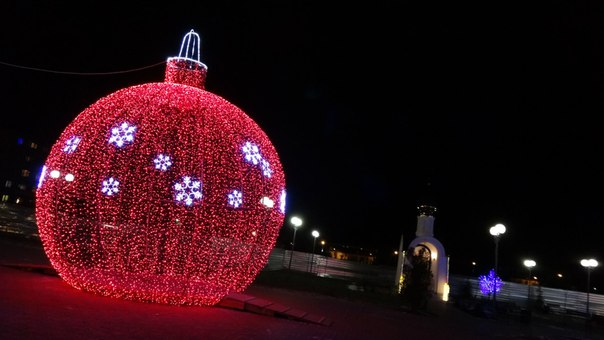
Новогодний Электрогорск 2015/2016

## Население
| 1926    | 1931    | 1939    | 1959    | 1970    | 1979    | 1989    | 1992    | 1996    |
| ------- | ------- | ------- | ------- | ------- | ------- | ------- | ------- | ------- |
| 4300    | ↗9100   | ↗12 370 | ↘11 454 | ↗13 012 | ↗15 930 | ↗18 391 | ↗18 800 | →18 800 |
| 1998    | 2002    | 2003    | 2005    | 2006    | 2007    | 2009    | 2010    | 2011    |
| ↗18 900 | ↗20 353 | ↗20 400 | →20 400 | ↗20 500 | ↗20 600 | ↗20 938 | ↗22 480 | ↗22 500 |
| 2012    | 2013    | 2014    | 2015    | 2016    | 2017    | 2018    | 2019    | 2020    |
| ↗22 755 | ↗22 840 | ↗22 889 | ↗23 028 | ↗23 085 | ↘23 076 | ↘22 950 | ↘22 842 | ↘22 653 |
| 2021    | 2023    | 2024    |         |         |         |         |         |         |
| ↗29 982 | ↘29 930 | ↘29 912 |         |         |         |         |         |         |

На 1 января 2025 года по численности населения город находился на 493-м месте из 1124 городов Российской Федерации.
Национальный состав
По итогам переписи населения 2020 года проживали следующие национальности (национальности менее 0,1 % и другое, см. в сноске к строке «Другие»):
| Национальность | Численность, чел. | Доля     |
| -------------- | ----------------- | -------- |
| Русские        | 25 965            | 86,60 %  |
| Украинцы       | 156               | 0,52 %   |
| Татары         | 145               | 0,48 %   |
| Таджики        | 134               | 0,45 %   |
| Армяне         | 94                | 0,31 %   |
| Узбеки         | 78                | 0,26 %   |
| Мордва         | 40                | 0,13 %   |
| Азербайджанцы  | 40                | 0,13 %   |
| Молдаване      | 31                | 0,10 %   |
| Киргизы        | 31                | 0,10 %   |
| Другие         | 3268              | 10,92 %  |
| Итого          | 29 982            | 100,00 % |

## Районное деление
Город делится на 4 района, которые в свою очередь делятся на микрорайоны.
1. Северный район: микрорайон Калинина, микрорайон Ленина и промзона.
2. Центральный район: микрорайон ГРЭС-3, Стахановский, Привокзальный, микрорайон Горького-А, микрорайон Горького-Б (микрорайон Горького делит Центральный бульвар), Классоновский и микрорайон Ухтомского
3. Западный район: на микрорайоны не делится.
4. Восточный район: микрорайон Кржижановского-Западный, микрорайон Кржижановского-Восточный, микрорайон Некрасова и микрорайон Мебельного комбината (Мебельный).
5. Южный район: планируется создать к 2036 году.

## Спорт
В городе имеются
- Спортивный клуб «Ровесник» им. В. Т. Костина
- Физкультурно-оздоровительный комплекс с бассейном «Лидер».
- Стадион «имени Р. Э. Классона».
- Стадион «ЭКОлаб».
- Стадион «Администрации города».
- 4 хоккейные площадки.
- СК «Сокол».
- ДЮСШ

Также в генеральном плане развития города до 2036 года предусмотрено строительство ледового дворца спорта в районе микрорайона «Стахановский», а также строительство ещё двух ФОКов.
В городе имеется ХК «Вымпел» и ФК «Вымпел». Периодически проходят соревнования на кубок главы городского округа Электрогорск.

## Инфраструктура
Город застраивается жилыми комплексами.
- ЖК «Стахановский»
- ЖК «Мой город»
- ЖК «Горьковский» и другие.

## Наука и образование

### Наука
- Электрогорский научно-исследовательский центр по безопасности АЭС (ЭНИЦ).
- ОАО «Электрогорский институт нефтепереработки» (ЭлИНП).

### Муниципальные образовательные учреждения
- Муниципальное общеобразовательное учреждение «Лицей» (основан в 1979 году, до 2005 года — средняя школа № 15, в 2021 году включил в себя второй корпус школы и 2 детских сада, в 2024 году - ЦДО "Истоки").
- Средняя общеобразовательная школа № 16 (появилась в 1932 году как начальная школа, в 1969 году получила статус средней школы. В 2024 году была присоединена к МОУ СОШ №14).
- Средняя общеобразовательная школа № 14 (основана в 1936 году, в 2024 году включила в себя СОШ №16).
- 5 детских садов
- Школа искусств городского округа Электрогорск
- Музыкальная школа городского округа Электрогорск.
- Коррекционная школа (В 2024 году была присоединена к МКОУ "Школа-интернат" г. Павловский Посад), четыре центра развития ребёнка.
- Центр внешкольной работы «ИСТОКИ» (В 2024 году был присоединен к МОУ Лицей).

## Экономика
Город имеет достаточно большое количество предприятий с сопоставлением с населением города. В городе развиты следующие виды промышленности: электроэнергетическая, машиностроение, металлообработка, деревообрабатывающая, фармацевтическая, химическая, пищевая, а также животноводство. Осуществляют деятельность 129 предприятий, в том числе 43 крупных и средних, 86 малых, зарегистрировано 236 индивидуальных предпринимателя.
Численность занятых в экономике — 4,736 тыс. человек, или 20,5 % от общей численности населения. Предприятия производят электрическую и тепловую энергию, ДСП и ЛДСП, детскую мебель, замороженные полуфабрикаты, металлических изделия, парфюмерную продукцию, высокотемпературные смазки и пасты, лекарственные средства, диагностические препараты, а также одно из предприятий (АО «ЭНИЦ») осуществляет деятельность, связанную с обеспечением безопасности в области использования атомной энергии.

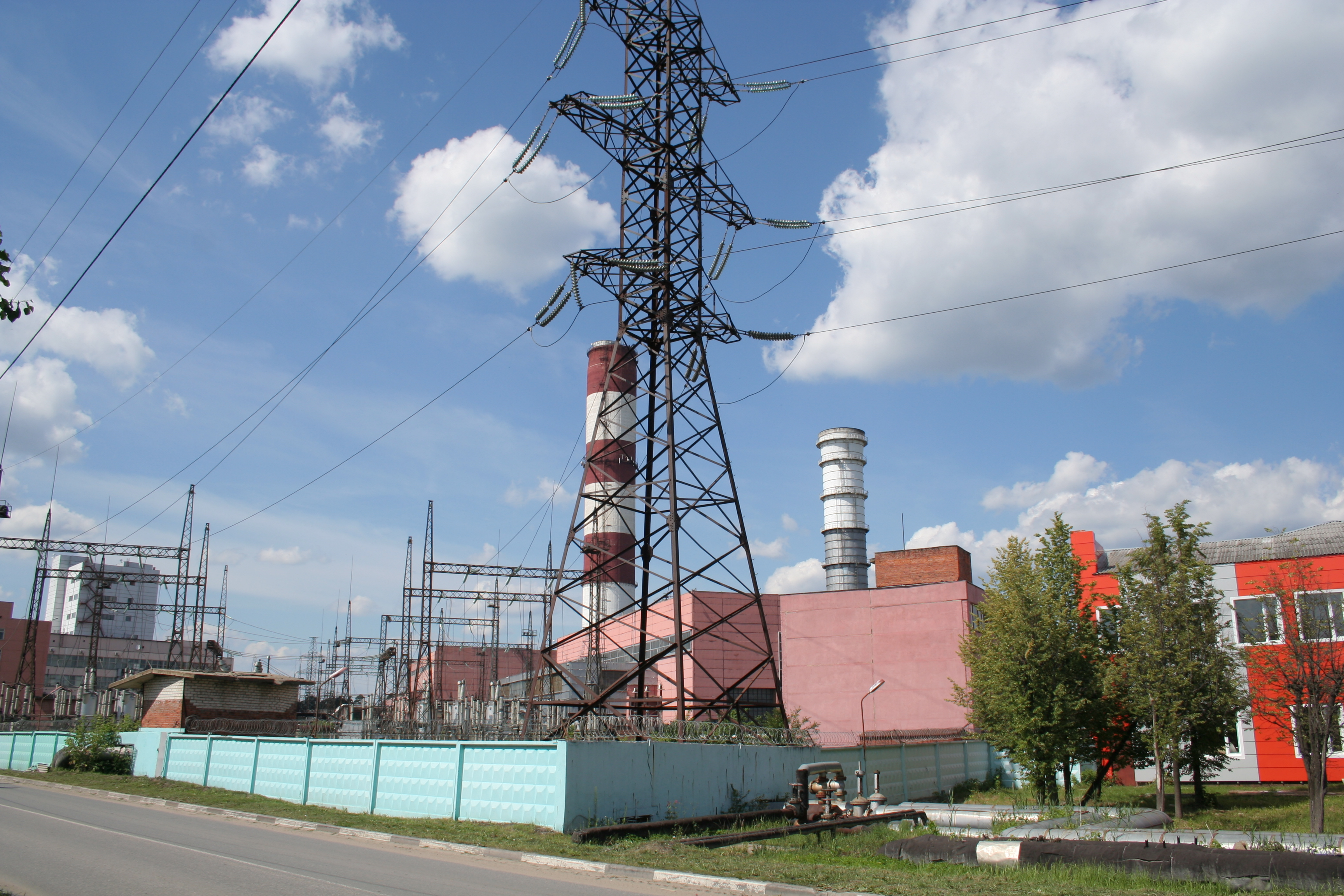
Электрогорская ГРЭС

- Пиковая электростанция установленной мощностью 600 МВт (включая эффективный газотурбинный блок) — ГРЭС им. Р. Э. Классона (ГРЭС-3) «Мосэнерго».
- 4-я территория ЗАО «Брынцалов-А» — производство лекарственных препаратов и медицинских принадлежностей.
- ЗАО «Электрогорский фурнитурный завод» — производство мебельной фурнитуры.
- ОАО «Электрогорский опытно-экспериментальный завод „Элеон“» — производство строительных металлических конструкций, производство нестандартного авторемонтного оборудования, электрощитов.
- Авторемонтный завод.
- Асфальтобетонный завод.
- ЭКОлаб — предприятие-производитель лекарственных препаратов.
- Электрогорское предприятие по производству полуфабрикатов «Элика».
- Электрогорский металлический завод «Элемет» — оборудование для наземного обслуживания самолётов, горно-обогатительное оборудование, металлоконструкции промышленного назначения.
- Нефтепрогрессцентр — производство химических реагентов.
- СОЮЗСМАЗКА — производство смазочных материалов.
- ООО «СПК» — производство окон.
- Кроношпан — производство древесных плит.
- КОРК-С — производство спецодежды.
- Криотек ПТФ — производство промышленных холодильных установок.
- Кристалл — производство тротуарной плитки.
- НЦ БМТ РАМН, филиал Электрогорский — разведение лабораторных кроликов, производство БИОГУМУСА и почвосмесей.
- Парфюм стиль — производство парфюмерной продукции.
- Воткинская промышленная компания.
- ООО «Alavann» — производитель мебели для ванной.
- ООО «Ягодная планета» — производство безалкогольных газированных напитков и желе.

Средняя з/п работников, занятых в промышленном производстве в 2016 году составила 36 049,4 рублей, в том числе на крупных и средних предприятиях — 36 310 рубля на малых и микропредприятиях — 33 382 рубля.

## Транспорт
В 2 км на юг от города проходит федеральная автотрасса М7 «Волга» (Москва — Уфа).

До 1995 года Электрогорск был начальным пунктом крупной узкоколейной железной дороги с развитым грузовым и пассажирским движением.

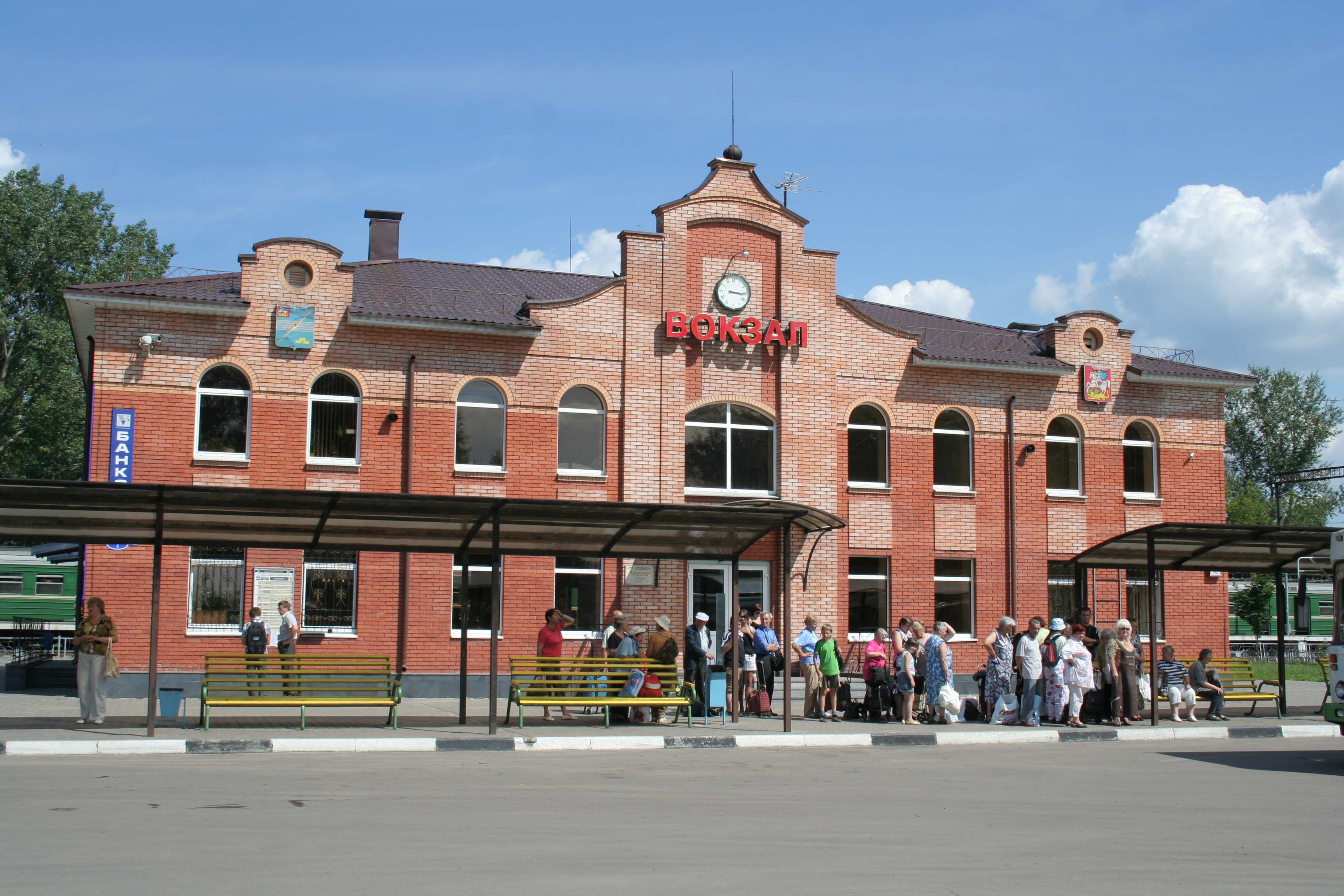
Вокзал станции Электрогорск (со стороны города)

### Железнодорожный транспорт
В городе расположены железнодорожная станция Электрогорск и платформа 14 км, прямыми электропоездами Электрогорск связан с городами Павловский Посад, Электроугли, Железнодорожный, Реутов и Москва (Курский вокзал). Время движения электропоезда до платформы Серп и Молот (пересадка на станции метро «Римская» и «Площадь Ильича» в Москве) составит примерно 1 час 45 минут.

### Пригородный и междугородний общественный транспорт
Междугородний общественный транспорт: № 375 (Электрогорск — Москва (метро Партизанская)) и № 150 (Электрогорск — 28 км).
Пригородный общественный транспорт: № 21 (Электрогорск — Павловский Посад), № 26 (Электрогорск — Ногинск), № 30 (Электрогорск — Алексеево). № 30 (Электрогорск — Карьер) и № 38 (Электрогорск — Орехово-Зуево).

### Городской общественный транспорт
№ 3 микрорайон Некрасова — Рынок — микрорайон Скворцы — микрорайон Калинина.
№ 3к микрорайон Некрасова — Вокзал — Белый Мох.
№ 5 Мебельный комбинат — Рынок — микрорайон Скворцы — микрорайон Калинина.
№ 5к Мебельный комбинат — Рынок — улица Ухтомского — микрорайон Скворцы — микрорайон Калинина.

## Культура и религия

### Культура
Имеется ДК «Электрогорск» (клуб им. Ленина, архитекторы братья Веснины), куда часто приезжают актёры и певцы не только из Москвы, но и из всей России, В ДК часто проводят выставки.

### Религия
В городе находится действующая церковь Всех святых в земле Русской просиявших и приписной Покровский храм.
Исламский культурный центр

### Библиотеки
Центральная городская библиотека г.о. Электрогорск

## Здравоохранение

### Государственные учреждения здравоохранения
Государственное бюджетное учреждение здравоохранения Московской области «Павлово-Посадская больница», структурное подразделение «Электрогорская больница».

### Негосударственные учреждения здравоохранения
Клиника Доктора Шаталова № 5.
Стоматология «Волна».
Стоматологический центр «ОНИКС».
ЭКОлаб — медицинский центр.

## Связь и СМИ
В Электрогорске принимаются 90 % радиостанций вещающих из Москвы. Планируют запустить городское радио.

### Услуги телефонной связи
Услуги телефонной связи предоставляют Московский филиал ПАО «Ростелеком». Также город покрывает Tele2.

### Доступ в Интернет
Для физических и юридических лиц в городе предлагают свои услуги 3 интернет-провайдеров: ПАО «Ростелеком», ООО «Электранет» (МКС), Yotabit.

### Телевидение
Почти 98 % города подключены к телевизионным сетям. Услуги аналогового и цифрового телевидения представляют следующие компании: городская компания «Навитор-Плюс», ПАО «Ростелеком», ООО «МКС», «Домолинк», МТС и Билайн. Имеется городской канал «ТВЭл».

### Газеты
- «Электрогорск» (2006—2007)
- «Город» (издается с 2009 года)
- «Электрогорские вести» (1993-2024)
- «Госьбужье» (издаётся с 2002 года)

## Достопримечательности
- Дом культуры (бывш. клуб имени В. И. Ленина).
- Памятник полевой артиллерийской снаряжательной мастерской (ПАСМ-22), поставлявшей фронту боеприпасы с августа 1941 года по июль 1945 г.
- Зона отдыха «В гостях у сказки», расположенная на берегу Стахановского озера.
- Памятник Р. Э. Классону.
- Музей города Электрогорск.
- Дома первой половины XX века вдоль улицы Ленина.
- Музей ГРЭС-3.
- Доска почёта.
- Часовня. Матроны Московской.
- Монумент героям ВОВ.

## Места отдыха
Город имеет большое количество парков, скверов и водоёмов из-за чего приезжие называют город «Подмосковной Венецией».

### Парки
- Городской парк культуры и отдыха (Северный район, микрорайон Калинина за ДК).

### Скверы
- Сквер у ДК «Электрогорск».
- Сквер «Святого Константина».
- Сквер «У Дома молодёжи».
- Сквер «Рябиновая Роща».

### Зоны отдыха
- Зона отдыха «В гостях у сказки».
- Стахановское озеро.
- Озеро Белый Мох (находится на территории городского округа, автобусы № 3к, № 38 и № 150).
- Городской бульвар.
- Советская площадь.

## Основные торговые центры и торговые сети
Торговые центры, торговые дома и рынки:
1. Городской муниципальный рынок г.о. Электрогорск
2. ТРЦ «Айсберг»
3. ТЦ «Континенталь»
4. ТД «Кораблик»
5. ТД «Горьковский»
6. ТЦ «ДАРЦ»
7. ТЦ «ФОРЕСТ»
8. ТД «Ковчег»

Сети магазинов:
- Пятёрочка
- Дикси
- Магнит
- Верный
- Красное и Белое
- Цвет диванов
- Fix Price
- Чижик
- Да
- Светофор
- Первый выбор
- Ермолино
- Дарц и другие.

## ЖКХ
В городе имеется 2 управляющие компании:
1. ЗАО «СХРУ»
2. ООО «Атлант»
3. МБУ "УК Электрогорск"

## Экология
В связи с тем что город находится среди лесов, в Электрогорске достаточно хорошая экологическая обстановка.

## Известные электрогорцы
- Болошев, Александр Александрович (1947—2010) — баскетболист, олимпийский чемпион (1972), чемпион мира.
- Васильев, Михаил Александрович (род. 1962) — хоккеист, олимпийский чемпион (1984), двукратный чемпион мира.
- Чесмин, Алексей Викторович (род. 1986) — футболист, паралимпийский чемпион (2012), трёхкратный чемпион мира по футболу 7x7.
- Макаров, Виктор Степанович  (1923-1994) Герой Советского Союза

## Города-побратимы
- Ялта, Республика Крым — с 9 марта 2018 года[33][34].

## Фотографии города

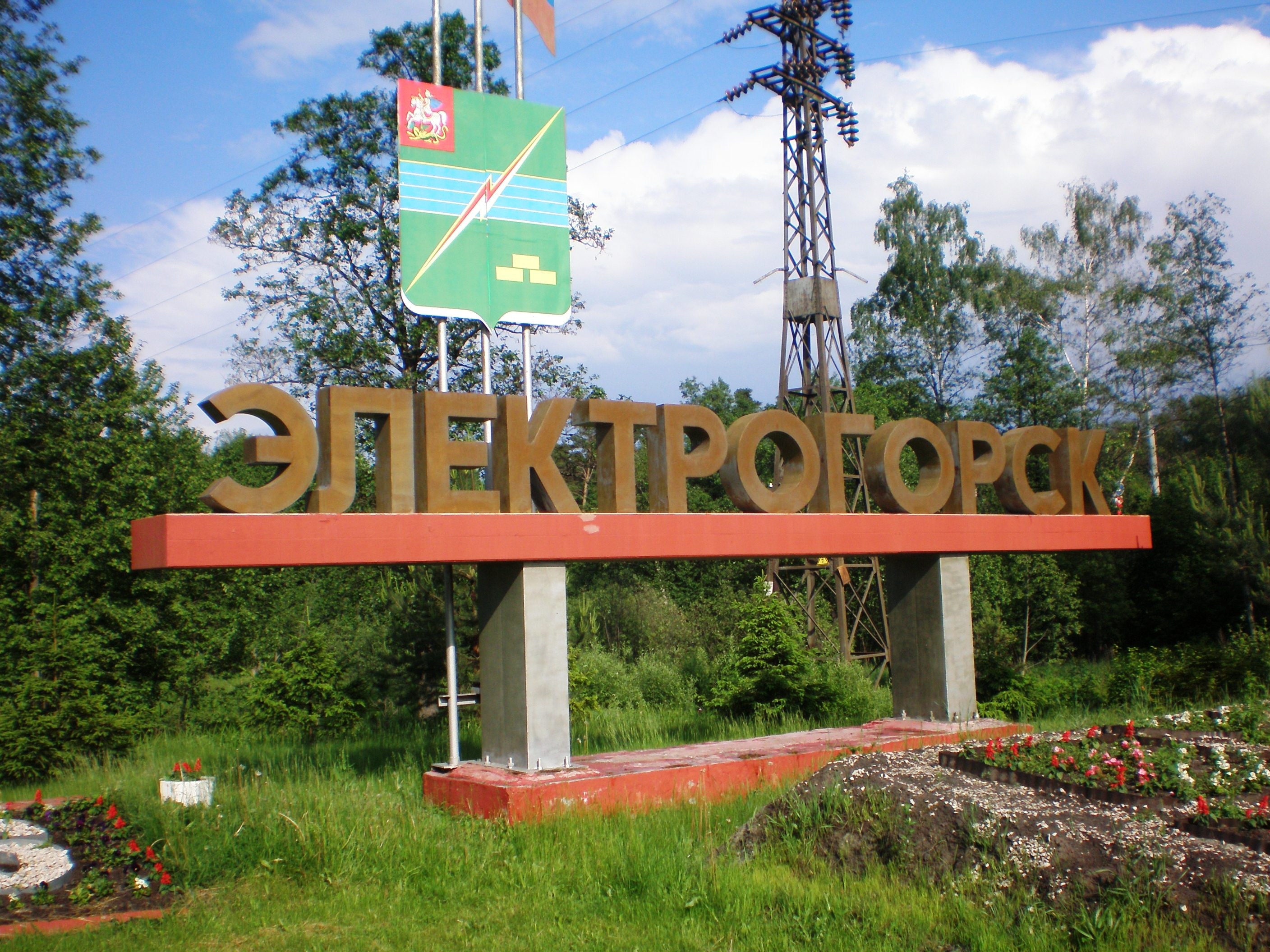
Въезд в город
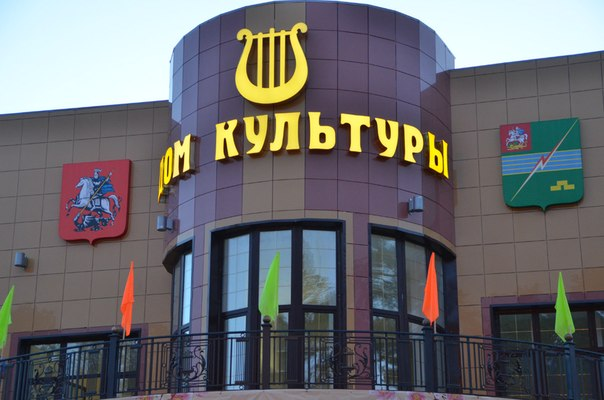
Дом культуры
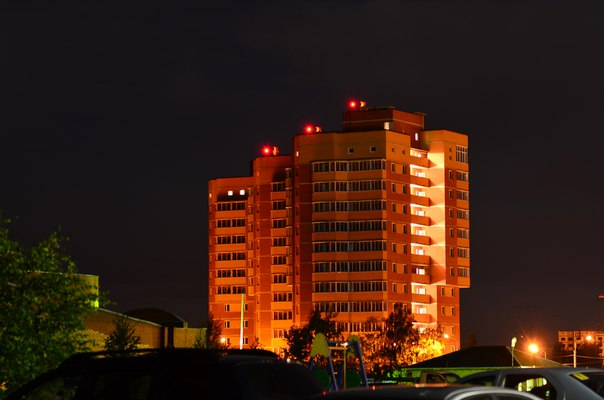
Новый жилой комплекс
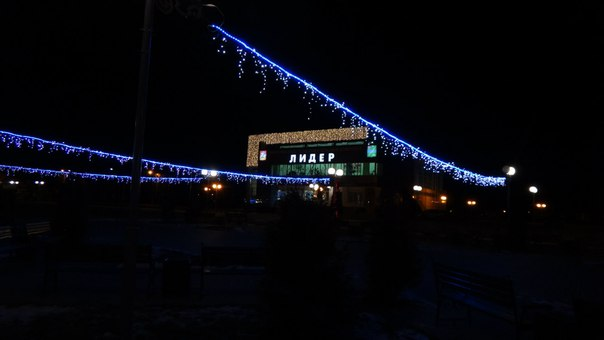
Физкультурно-оздоровительный комплекс «Лидер»
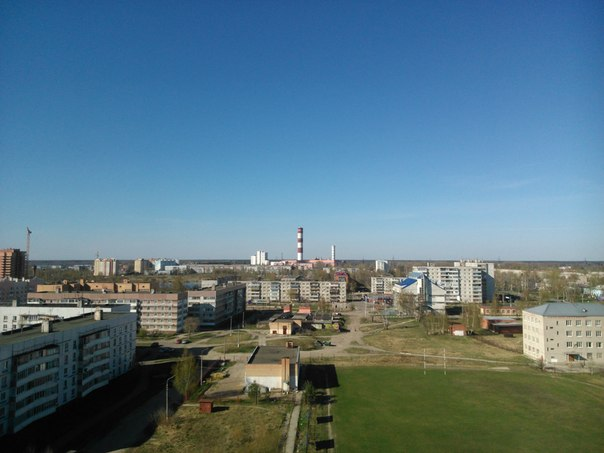
Вид на город
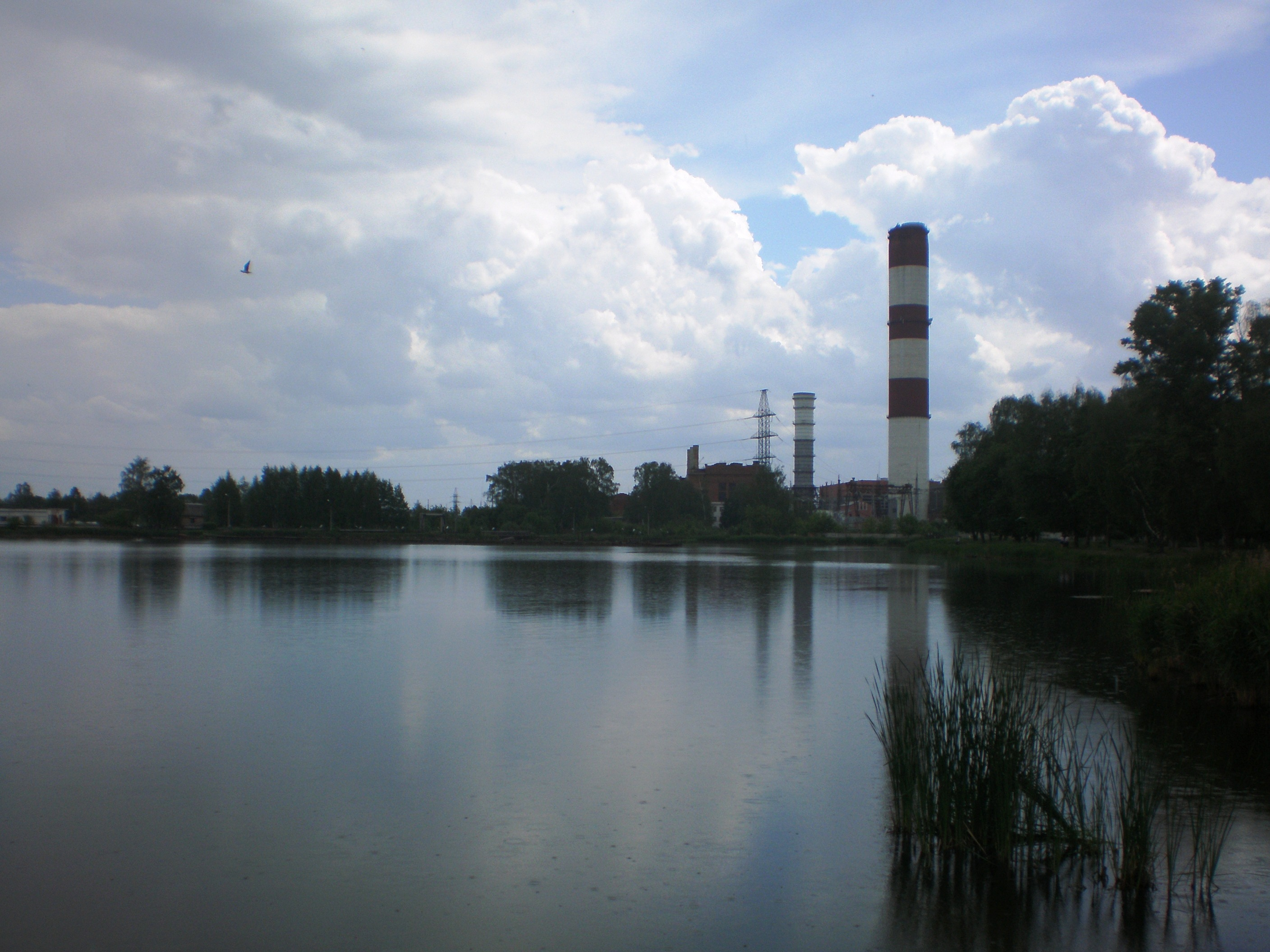
Тёплое озеро

## Топографические карты
Лист карты N-37-III. Масштаб: 1 : 200 000. Указать дату выпуска/состояния местности.